# Burdunelo
Burdunelo (em latim: Burdunellus - "pequena mula", provavelmente um apelido) foi um usurpador romano do final do século V, mencionado numa breve passagem da Consularia Caesaraugustana. No ano de 496, relata-se ali que "ele tornou-se tirano na Hispânia", uma frase que, no linguajar político da época e levando-se em consideração a natureza da fonte, certamente significa que ele tentou usurpar para si a dignidade e a autoridade imperiais. Ele terminou abandonado por seus aliados, que o enviaram preso para Tolosa (moderna Toulouse, na França), onde foi cozido vivo num touro de bronze, uma punição inédita até então para um usurpador e considerada particularmente humilhante
Não se sabe onde Burdunelo se revoltou, mas é provável que tenha sido na região do vale do Ebro, próximo de César Augusta (moderna Saragoça, na Espanha).